# Próchnówko (Pomerania Occidental)
Próchnówko [pronunciación en polaco: /pruxˈnufkɔ/] (alemán: Neu-Prochnow) es un pueblo ubicado en el distrito administrativo de Gmina Tuczno, dentro del Distrito de Wałcz, Voivodato de Pomerania Occidental, en el norte de Polonia occidental. Se encuentra aproximadamente a 14 kilómetros al noreste de Tuczno, a 16 kilómetros al oeste de Wałcz, y a 111 kilómetros al este de la capital regional Szczecin.
El pueblo tiene una población de 20 habitantes.
Antes de 1945, el pueblo era alemán y parte del estado alemán de Prusia. 